# ترمادور
ترمادور (انگلیسی: Thermador) شرکت لوازم خانگی آمریکایی است، که در سال ۱۹۱۶ تأسیس شد.